# Ōkubo Tadamasu
Ōkubo Tadamasu est un nom japonais traditionnel ; le nom de famille (ou le nom d'école), Ōkubo, précède donc le prénom (ou le nom d'artiste).
 Ōkubo Tadamasu (大久保 忠増, 1656-14 septembre 1713) est un daimyō du domaine d'Odawara dans la province de Sagami (actuelle préfecture de Kanagawa) au début de l'époque d'Edo du Japon.

## Biographie
Ōkubo Tadamasu est le fils d'Ōkubo Tadatomo, daimyō du domaine d'Odawara. En 1681, il est nommé sōshaban (maître des cérémonies) au château d'Edo et élevé à la position de jisha-bugyō le 22 juillet 1685. Le 18 décembre 1687, il est nommé simultanément à la fonction de wakadoshiyori . 
Ōkubo Tadamasu devient daimyō d'Odawara lorsque son père se retire en 1698. En novembre 1703, le séisme Genroku (en) cause de graves dommages à Edo et Odawara, détruisant une grande partie du Odawara-juku sur le Tōkaidō reliant Edo à Kyoto. Malgré cette catastrophe, Tadamasu est promu au poste de rōjū auprès du shogun Tokugawa Tsunayoshi le 21 septembre 1705. Cependant, d'autres catastrophes naturelles suivent. Le 4 octobre 1707, le séisme de l'ère Hōei dévaste à nouveau Edo et Odawara, détruisant une grande partie de ce qui avait été reconstruit depuis la catastrophe antérieure. Survient ensuite l'éruption du mont Fuji de 1707 en décembre, avec des cendres volcaniques qui retombent sur Edo et Odawara et des tremblements de terre répétés. L'année suivante, la Sakawa-gawa déborde en raison de l'accumulation de sédiments résultant de la chute des cendres et les cultures sont ruinées. Quelque 104 villages du district d'Ashigarakami et 59 villages du district de Suntō sont inhabitables. Tadamasu fait appel à l'aide du shogunat Tokugawa qui, en réponse, annexe les parties sinistrées de ses territoires dans le tenryō sous le contrôle direct du gouvernement central et fournit à Tadamasu de nouveaux territoires d'une valeur estimée à 60 000 koku dispersés dans les provinces d'Izu, Mimasaka et Harima. En outre, une taxe spéciale à l'échelle nationale de deux ryō d'or pour chaque tranche de 100 koku de riz produit rapporte 480 000 ryō pour les efforts de secours.
Ōkubo Tadamasu meurt en 1713. Les nouveaux territoires octroyés par le shogunat sont échangés en retour en 1747, mais ne retrouvent pas leur ancienne valeur avant plusieurs décennies.

## Source de la traduction
- (en) Cet article est partiellement ou en totalité issu de l’article de Wikipédia en anglais intitulé « Ōkubo Tadamasu » (voir la liste des auteurs).